# Taxithelium muscicola
Taxithelium muscicola là một loài Rêu trong họ Sematophyllaceae. Loài này được (Broth.) B.C. Tan, H.P. Ramsay & W.B. Schofield miêu tả khoa học đầu tiên năm 1996.